# クーガー (競走馬)
クーガー （Cougar 1966年10月16日–1989年6月11日）はチリ生まれの競走馬・種牡馬。アメリカに移籍してダート・芝両方で活躍し、1972年のエクリプス賞最優秀芝馬を受賞。馬名の Cougar はピューマのことであり、「Big Cat」の愛称で親しまれ南カリフォルニアで高い人気を誇った。アメリカ競馬殿堂馬。なお過去に同名馬がいたのでCougar IIと表記される。

## 経歴
チリ中部ビオビオ州のペムコにあるジェネラルクルーズ牧場にて生産され、アルバロ・ブレーケによって調教される。

### チリ時代
1969年の5月11日にクラブイピコ競馬場 の未勝利戦でデビュー。未勝利3戦目で勝ち上がり、2歳シーズンはこれで終わる。
3歳シーズンは11月1日にチリ競馬場 で行われたハンデ戦に勝利後、同月末の大レースチリ競馬場大賞 （ダート2200m）に出走するが5着。更に12月にヴェネズエラ国立競馬場研究所賞に出走して3着になった。翌年の1月11日にバルパライソ競馬場のダービー前哨戦ファン・ジャクソン賞（芝2200m）で3着になったあと、大一番エルダービー（芝2400m）に挑むがここも3着に終わる。
その後、トンプソン・マシューズ賞（芝2100m）、ビニャデルマール市賞（芝2100m）、パラグアイ共和国賞（ダート2000m）と三連勝してチリセントレジャー （ダート2400m）に挑むが4着。これがチリでの最後のレースとなった。

### アメリカ移籍

#### 1970年
その後チリの国内政情が不穏になったのでサンタアニタパーク競馬場のアナウンサージョー・ヘルナンデス によって購入され、アメリカへ渡った。アメリカでのデビュー戦は7月デルマー競馬場でのアローワンス（ダート6ハロン）で6着。アローワンスをもう一戦（芝8.5ハロン）したあとにエスコンディードハンデ（芝9ハロン）で1分49秒0のレコードタイムで快勝。アメリカでの初勝利を飾った。次のカブリロハンデキャップ でもこの年のサンタアニタハンデキャップの勝ち馬クイックンツリー にハナ差で勝利。タイム1分58秒0はコースレコードだった。
この活躍によりメアリー・ジョーンズ・ブラッドリーにより12万5千ドルで買い取られ、チャーリー・ウィッティンガム厩舎に転厩した。
その後、デルマーハンデキャップ で2着になったあと、東海岸ベルモントパーク競馬場に遠征してマンハッタンハンデキャップ・マンノウォーステークスと二戦するが3着、10着と敗北。ただこの二戦でウィリー・シューメーカーが騎乗し、以降の主戦騎手となる。西海岸に戻ってサンタアニタパークのオークツリーステークス（芝12ハロン）で3着になった後は休養に入る。

#### 1971年
翌1971年1月1日のサンガブリエルハンディキャップ（芝9ハロン）から始動して勝利。さらにサンマルコスハンデキャップ（芝10ハロン）も勝利。2月のサンルイオビスポハンデキャップ（芝12ハロン）で2着になった後に大一番サンタアニタハンデキャップ（ダート10ハロン）に挑む。
このレースではシューメーカーは一番人気のアックアックに騎乗したために二番人気のクーガーにはラフィット・ピンカイ・ジュニアが騎乗した。レースはアックアックが最初から快調に逃げ、直線でクーガーが追い込んでくるもののそのままアックアックが逃げ切って勝利。クーガーはアックアックから1馬身半差離れた2着に敗れた。
その後、サンフアンカピストラーノインビテーショナルハンデキャップ（芝14ハロン）で勝利。ハリウッドパーク競馬場に移ってセンチュリーハンデキャップで3着になった後にカリフォルニアンステークス（ダート8.5ハロン）に勝利。さらにハリウッド招待ハンデキャップ（芝12ハロン）では前年の年度代表馬フォートマーシーにクビ差で競り勝って勝利。
ここで再び東部に遠征し、ニュージャージー州のアトランティックシティ競馬場でユナイテッドネイションズハンデキャップ（芝9.5ハロン）に出走するも6着。続けてベルモントパークのウッドワードステークスに出走、5馬身差を付けて1位入線したものの3着降着。
サンタアニタに戻ってオークツリー招待（オークツリーステークスからこの年に改名された。）で勝利。1971年は12戦6勝の成績だった。

#### 1972年
2月に始動して、サンパスカルハンデキャップ ・サンアントニオハンデキャップ を2着・3着としたあとに2回目のサンタアニタハンデに挑む。
クーガーは126ポンドを背負って1.9倍の1番人気。サンアントニオハンデで2着だったトリプルベンド が119ポンドで二番人気。サンアントニオハンデの勝ち馬アンコンシャスが127ポンドのトップハンデて三番人気だった。レースはスタートでアンコンシャスが飛び出し、トリプルベンドが二番手追走。クーガーはスタートで失敗したが徐々に持ち直し、直線で追い込んだもののスムーズにレースを進めていたトリプルベンドに追い付けずアタマ差の2着となった。
その後も前年と同じローテーションを選択、サンフアンカピストラーノインビテーショナルハンデキャップでは2着だったが、前年3着だったセンチュリーハンデで2分11秒フラットの全米レコードで勝利。更にカリフォルニアンステークスでも勝利して連覇達成。
ハリウッド招待ではタイプキャストの3着だったがカールトンF・バークハンデキャップ ・オークツリー招待と連勝で1972年を終えた、9戦4勝2着3回3着2回という安定した成績が評価されてこの年より始まったエクリプス賞最優秀芝馬を受賞した（芝だけだと5戦3勝2着1回3着1回）。

#### 1973年
この年からアメリカでグレード制が導入され、クーガーは最高のグレード1に指定されたサンタアニタハンデから始動した。
シューメーカーが負傷していたため再びピンカイ・ジュニアが騎乗した。クーガーが126ポンドのトップハンデで2.5倍の一番人気。前年のオークツリー招待3着馬でマリブステークス（G2）等の勝ち馬のビッカーが二番人気。六番人気に同厩舎のケネディロード (競走馬)がいた。
レースはケネディロードがスタートから逃げ、スタートで失敗したクーガーは6番手から徐々に順位を上げていく。粘るケネディロードに外からクーガーが襲いかかり、ほとんど並んだところでゴール。写真判定の結果、ハナ差でクーガーの勝利。3回目のサンタアニタハンデ挑戦にして待望の勝利となった。
その後、サンルイレイステークス（G1、芝12ハロン）に出走したがサンタアニタハンデで5着だったビッグスプルース から13馬身差を付けられての3着に完敗、続くサンフアンカピストラーノハンデ（G1）でシューメーカーが復帰するもののここでも3着。
三度ハリウッドパークに移ってセンチュリーハンデ（G1）に出走。ここはレイクサイドハンデキャップ（G2）などの勝ち馬ウインクアウトに3と2分の1馬身差を付けて快勝。この勝利によりアメリカ史上11頭目の100万ドルホースとなった。アメリカ以外の国出身としては史上初。
ハリウッド招待（G1）に出走するがセンチュリーハンデで3着だったライフサイクルが勝利、クーガーは3着。更に初めてハリウッド金杯（G1）に出走するがケネディロードの3着。
そしてサンセットハンデ（G1）に出走し、ここではライフサイクル、ケネディロードに逆襲して勝利した。
ここで三度東海岸ベルモントパークで行われるマールボロカップインビテーショナルハンデキャップ（格付け無し、ダート9ハロン）への遠征の話が出た。
元々このレースはこの年に三冠を達成したセクレタリアトと前年の二冠馬リヴァリッジのマッチレースの場として企画されたのだが、同馬主・同厩舎の両馬のマッチレースに公正性の点でクレームが付いたため2頭以外の馬も出走させることで公正性を担保することにしたのである。
セクレタリアトとリヴァリッジのカップリングが一番人気、クーガーとケネディロードのカップリングが二番人気だった。レースはリヴァリッジが逃げ、クーガーは最後方7番手追走。粘るリヴァリッジをセクレタリアトか突き放して勝利、クーガーはセクレタリアトから5馬身半差の3着に終わる。
ベルモントパークに留まってウッドワードステークス（G1）に出走。セクレタリアトとの再戦となったが伏兵のプルーブアウトが勝利。クーガーは15馬身の3着に完敗した。
このレースをもって現役を引退。種牡馬になった。

### 競走成績
| 出走日     | 競馬場                 | 競走名                         | 格 | 頭数 | 人気 | 着順 | 騎手             | 斤量（ポンド ） | 条件            | 馬場 | タイム  | 着差    | 1着（2着）馬        | 出展                             |
| ---------- | ---------------------- | ------------------------------ | -- | ---- | ---- | ---- | ---------------- | --------------- | --------------- | ---- | ------- | ------- | ------------------- | -------------------------------- |
| 1969. 5.11 | クラブイピコ           | メイデン                       |    | -    | -    | 3着  | -                | -               | -               | -    | -       | -       | -                   | [ Race 1 ]                       |
| 6. 4       | クラブイピコ           | メイデン                       |    | -    | -    | 3着  | -                | -               | -               | -    | -       | 1 3/4身 | -                   | [ Race 1 ]                       |
| 6.22       | クラブイピコ           | メイデン                       |    | -    | -    | 1着  | -                | -               | -               | -    | -       | -       | -                   | [ Race 1 ]                       |
| 11. 1      | チリ                   | ハンデ戦                       |    | -    | -    | 1着  | -                | -               | -               | -    | 1.30.4  | 7身     | -                   | [ Race 1 ]                       |
| 11.29      | チリ                   | チリ競馬場大賞                 |    | 16頭 | -    | 5着  | S.アゾカー       | 52kg            | ダート2200m     | -    | -       | -       | A Go Go             | [ Race 1 ] [ Race 2 ]            |
| 12.13      | チリ                   | ヴェネズエラ国立競馬場研究所賞 |    | -    | -    | 3着  | -                | -               | -               | -    | -       | -       | -                   | [ Race 1 ]                       |
| 1970. 1.11 | バルパライソ           | クラシコフアンSジャクソン      |    | -    | -    | 3着  | -                | -               | -               | -    | -       | -       | -                   | [ Race 1 ]                       |
| 2. 1       | バルパライソ           | エルダービー                   |    | 17頭 | -    | 3着  | J.サリナス       | 58Kg            | 芝2400m         | -    | -       | ｰ       | Exotico             | [ Race 1 ] [ Race 3 ]            |
| 3. 8       | バルパライソ           | トンプソンマシューズ賞         |    | -    | -    | 1着  | -                | -               | 芝2100m         | -    | -       | -       | -                   | [ Race 1 ]                       |
| 3.29       | バルパライソ           | ヴィーニャデルマール市賞       |    | -    | -    | 1着  | -                | -               | 芝2100m         | -    | -       | -       | -                   | [ Race 1 ]                       |
| 5. 9       | チリ                   | パラグアイ共和国賞             |    | -    | -    | 1着  | -                | -               | ダート2000m     | -    | -       | -       | -                   | [ Race 1 ]                       |
| 5.23       | チリ                   | チリセントレジャー             |    | 6頭  | -    | 4着  | S.アゾカー       | 56Kg            | ダート2400m     | -    | -       | ｰ       | Burnakoff           | [ Race 1 ] [ Race 4 ]            |
| 7.25       | デルマー               | アローワンス                   |    | 8頭  | 8人  | 6着  | W.ラモス         | 113             | ダート6ハロン   | 良   | -       | 6 1/2身 | Greco Time          | [ Race 1 ] [ Race 5 ]            |
| 8. 1       | デルマー               | アローワンス                   |    | 6頭  | 6人  | 4着  | W.ラモス         | 112             | T8.5ハロン      | 良   | -       | 4身     | Over the Counter    | [ Race 1 ] [ Race 1 ] [ Race 6 ] |
| 8. 8       | デルマー               | エスコンディードH              |    | 8頭  | C5人 | 1着  | F.トロ           | 114             | 芝9ハロン       | 良   | R1.49.0 | 1 3/4身 | （Neurologo）       | [ Race 1 ] [ Race 1 ] [ Race 7 ] |
| 8.22       | デルマー               | カブリロH                      |    | 7頭  | C2人 | 1着  | F.トロ           | 117             | ダート10ハロン  | 良   | R1.58.0 | ハナ    | （Quicken Tree）    | [ Race 1 ] [ Race 8 ]            |
| 9. 7       | デルマー               | デルマーH                      |    | 6頭  | 4人  | 2着  | F.トロ           | 120             | 芝11ハロン      | 良   | -       | ハナ    | Daryl's Joy         | [ Race 1 ] [ Race 9 ]            |
| 10. 7      | ベルモント             | マンハッタンH                  |    | 13頭 | 1人  | 3着  | W.シューメーカー | -               | 芝11ハロン      | -    | -       | -       | Shelter Bay         | [ Race 1 ] [ Race 10 ]           |
| 10.17      | ベルモント             | マンノウォーS                  |    | 10頭 | 2人  | 10着 | W.シューメーカー | 126             | 芝12ハロン      | -    | -       | 25身    | Fort Marcy）        | [ Race 11 ]                      |
| 10.31      | サンタアニタ           | オークツリーS                  |    | 6頭  | 4人  | 3着  | F.トロ           | 126             | 芝12ハロン      | 良   | -       | 4 1/2身 | Daryl's Joy         | [ Race 1 ] [ Race 12 ]           |
| 1971. 1. 1 | サンタアニタ           | サンガブリエルH                |    | 10頭 | 1人  | 1着  | W.シューメーカー | 120             | 芝9ハロン       | 良   | 1.52.6  | 1 1/4身 | （Suerteal Cobre）  | [ Race 1 ] [ Race 13 ]           |
| 1.23       | サンタアニタ           | サンマルコスH                  |    | 7頭  | 1人  | 1着  | W.シューメーカー | 124             | 芝10ハロン      | 良   | 2.02.0  | 6身     | （Staunch Eagle）   | [ Race 1 ] [ Race 14 ]           |
| 2.20       | サンタアニタ           | サンルイオビスポH              |    | 7頭  | 2人  | 2着  | W.シューメーカー | 127             | 芝12ハロン      | 良   | -       | 1/2身   | Daryl's Joy         | [ Race 1 ] [ Race 15 ]           |
| 3.13       | サンタアニタ           | サンタアニタH                  |    | 10頭 | 2人  | 2着  | L.ピンカイJr.    | 125             | ダート10ハロン  | 重   | -       | 1 1/2身 | Ack Ack             | [ Race 1 ] [ Race 16 ]           |
| 4.1        | サンタアニタ           | サンフアンカピストラーノH      |    | 7頭  | 2人  | 1着  | W.シューメーカー | 126             | 芝14ハロン      | -    | 2.46.2  | 3 1/4身 | （Try Sheep）       | [ Race 1 ] [ Race 17 ]           |
| 5. 1       | ハリウッドパーク       | センチュリーH                  |    | 11頭 | 1人  | 4着  | W.シューメーカー | 128             | 芝11ハロン      | 良   | -       | 1身     | Big Shot            | [ Race 1 ] [ Race 18 ]           |
| 5.22       | ハリウッドパーク       | カリフォルニアンS              |    | 11頭 | 1人  | 1着  | W.シューメーカー | 124             | ダート8.5ハロン | 良   | 1.41.2  | 1 1/4身 | （Master Hand）     | [ Race 1 ] [ Race 19 ]           |
| 6.26       | ハリウッドパーク       | フォードピント招待ターフH      |    | 8頭  | 1人  | 1着  | W.シューメーカー | 127             | 芝12ハロン      | 良   | 2.26.4  | クビ    | （Fort Marcy）      | [ Race 1 ] [ Race 20 ]           |
| 7.26       | ハリウッドパーク       | サンセットH                    |    | 12頭 | 1人  | 2着  | W.シューメーカー | 130             | 芝16F           | 良   | -       | 1/2身   | Over the Counter    | [ Race 1 ] [ Race 21 ]           |
| 9.18       | アトランティックシティ | ユナイテッドネーションズH      |    | 11頭 | 1人  | 6着  | W.シューメーカー | 126             | 芝9.5ハロン     | 重   | -       | 21身    | Run the Gantlet     | [ Race 1 ] [ Race 22 ]           |
| 10. 2      | ベルモントパーク       | ウッドワードS                  |    | 10頭 | 3人  | 3着  | W.シューメーカー | 126             | ダート10ハロン  | 良   | -       | 1位降着 | West Coast Scout    | [ Race 1 ] [ Race 23 ]           |
| 10.30      | サンタアニタ           | オークツリー招待S              |    | 10頭 | 1人  | 1着  | W.シューメーカー | 126             | 芝12ハロン      | 良   | 2.24.6  | 5身     | （Vegas Vic）       | [ Race 1 ] [ Race 24 ]           |
| 1972. 2. 5 | サンタアニタ           | サンパスカルH                  |    | 8頭  | 1人  | 2着  | W.シューメーカー | 128             | ダート8.5ハロン | 良   | -       | 1 1/2身 | Western Welcome     | [ Race 1 ] [ Race 25 ]           |
| 2.26       | サンタアニタ           | サンアントニオS                |    | 9頭  | 1人  | 3着  | W.シューメーカー | 128             | ダート9ハロン   | 良   | -       | 5身     | Unconscious         | [ Race 1 ] [ Race 26 ]           |
| 3.11       | サンタアニタ           | サンタアニタH                  |    | 7頭  | 1人  | 2着  | W.シューメーカー | 126             | ダート10ハロン  | 良   | -       | アタマ  | Triple Bend         | [ Race 1 ] [ Race 27 ]           |
| 4. 8       | サンタアニタ           | サンフアンカピストラーノH      |    | 9頭  | 1人  | 2着  | W.シューメーカー | 127             | 芝14ハロン      | -    | -       | 3/4身   | Practicante         | [ Race 1 ] [ Race 28 ]           |
| 4.29       | ハリウッドパーク       | センチュリーH                  |    | 8頭  | 1人  | 1着  | W.シューメーカー | 126             | 芝11ハロン      | -    | R2.11.0 | 4 3/4身 | （Unconscious）     | [ Race 1 ] [ Race 29 ]           |
| 5.20       | ハリウッドパーク       | カリフォルニアンS              |    | 6頭  | 1人  | 1着  | W.シューメーカー | 127             | ダート8.5ハロン | 良   | 1.39.2  | 2 3/4身 | （Kennedy Road）    | [ Race 1 ] [ Race 30 ]           |
| 6.24       | ハリウッドパーク       | 招待ターフH                    |    | 9頭  | 1人  | 3着  | W.シューメーカー | 129             | 芝12ハロン      | 良   | -       | 1 1/2身 | Typecast            | [ Race 1 ] [ Race 31 ]           |
| 10.14      | サンタアニタ           | カールトンFバークH             |    | 11頭 | 1人  | 1着  | D.ピアース       | 128             | 芝10ハロン      | 良   | 2.00.2  | 1 1/4身 | （Kentuckian）      | [ Race 1 ] [ Race 32 ]           |
| 11. 1      | サンタアニタ           | オークツリー招待S              |    | 10頭 | 1人  | 1着  | W.シューメーカー | 126             | 芝12ハロン      | 良   | 2.27.2  | 2身     | （Queen's Hustler） | [ Race 1 ] [ Race 33 ]           |
| 1973. 3.10 | サンタアニタ           | サンタアニタH                  | G1 | 10頭 | 1人  | 1着  | L.ピンカイJr.    | 57              | ダート10ハロン  | -    | 2.00.0  | ハナ    | （Kennedy Road）    | [ Race 34 ]                      |
| 3.24       | サンタアニタ           | サンルイレイS                  | G1 | 10頭 | 1人  | 3着  | L.ピンカイJr.    | 126             | 芝12ハロン      | -    | -       | 13身    | Big Spruce          | [ Race 35 ]                      |
| 4. 7       | サンタアニタ           | サンフアンカピストラーノH      | G1 | 7頭  | 1人  | 3着  | W.シューメーカー | 127             | 芝14ハロン      | -    | -       | 3/4身   | Queen's Hustler     | [ Race 36 ]                      |
| 5. 5       | ハリウッドパーク       | センチュリーH                  | G1 | 11頭 | 1人  | 1着  | W.シューメーカー | 127             | 芝11ハロン      | -    | 2.13.4  | 3 1/2身 | （Wing Out）        | [ Race 37 ]                      |
| 5.27       | ハリウッドパーク       | ハリウッド招待H                | G1 | 10頭 | 1人  | 3着  | W.シューメーカー | 130             | 芝12ハロン      | -    | -       | 1 1/2身 | Life Cycle          | [ Race 38 ]                      |
| 6.24       | ハリウッドパーク       | ハリウッド金杯                 | G1 | 6頭  | 1人  | 3着  | L.ピンカイJr.    | 128             | ダート10ハロン  | -    | -       | 5身     | Kennedy Road        | [ Race 39 ]                      |
| 7.23       | ハリウッドパーク       | サンセットH                    | G1 | 7頭  | C1人 | 1着  | W.シューメーカー | 128             | 芝12ハロン      | -    | 2.26.0  | 1身     | （Life Cycle）      | [ Race 40 ]                      |
| 9.15       | ベルモントパーク       | マールボロC招待H               |    | 7頭  | C3人 | 3着  | W.シューメーカー | 126             | ダート9ハロン   | -    | -       | 5 1/2身 | Secretariat         | [ Race 41 ]                      |
| 9.29       | ベルモントパーク       | ウッドワードS                  | G1 | 5頭  | -    | 3着  | W.シューメーカー | 126             | ダート12ハロン  | -    | -       | 15身    | Prove Out           | [ Race 41 ]                      |

### 種牡馬時代
初めはケンタッキー州のスペンドスリフトファームにその後同州のストーンファームに移動した。
種牡馬としては1982年のケンタッキーダービー馬ガトデルソル を筆頭に7頭のグレードレース、24頭のステークスウィナーを出した。
1989年6月11日、種付けを行った後に胃破裂を起こしそのまま死去。23歳だった。
2006年にアメリカ競馬殿堂入りを果たす。翌2007年からアメリカでの初勝利を挙げたエスコンディードハンデがクーガーハンデキャップ に変更された。

#### 代表産駒
- 1976年産
  - Angel Island - アルキビアデスS（米G2）・ゴールデンロッドS（米G3）
  - Our Suiti Pie - デルマーオークス（米G2）
- 1977年産
  - Exploded - ハリウッドパーク招待ターフH（米G1）・デルマーダービー（米G3）
- 1979年産
  - Gato Del Sol - ケンタッキーダービー（米G1）・デルマーフューチュリティ（米G2）
  - Milingo - アーリントンワシントンラッシーS（米G1）
- 1982年産
  - First Norman -デルマーダービー（米G2）
- 1985年産
  - Cougarized - ナシュアS（米G3）

## エピソード
- カリフォルニアでの人気は絶大であり、サンタアニタでは熱烈なファンクラブが「GO COUGAR GO」と書かれたバナーを掲げていた。クーガーが馬場に入るといつも大歓声が起き、クーガーの方でもそれに応えるかのように立ち止まっては観客の方に振り返った[8]。

- 尾が非常に長く、地面に着きそうになるほどだった[2]。

## 血統
| Cougarの血統          | Cougarの血統                                         | Cougarの血統                                         | （血統表の出典）                                     | （血統表の出典） |
| 父系                  | ボワルセル系                                         | ボワルセル系                                         | ボワルセル系                                         | [ § 2 ]          |
| 父 Tale of Two Cities | 父の父Tehran                                         | Bois Roussel                                         | Vatout                                               | Vatout           |
| 父 Tale of Two Cities | 父の父Tehran                                         | Bois Roussel                                         | Plucky Liege                                         |                  |
| 父 Tale of Two Cities | 父の父Tehran                                         | Stafaralla                                           | Solario                                              | Solario          |
| 父 Tale of Two Cities | 父の父Tehran                                         | Stafaralla                                           | Mirawala                                             |                  |
| 父 Tale of Two Cities | 父の母Merida                                         | Jock                                                 | Asterus                                              | Asterus          |
| 父 Tale of Two Cities | 父の母Merida                                         | Jock                                                 | Naic                                                 |                  |
| 父 Tale of Two Cities | 父の母Merida                                         | Torissima                                            | Tourbillon                                           | Tourbillon       |
| 父 Tale of Two Cities | 父の母Merida                                         | Torissima                                            | Carissima                                            |                  |
| 母 Cindy Lou          | 母の父Madara                                         | Nearco                                               | Pharos                                               | Pharos           |
| 母 Cindy Lou          | 母の父Madara                                         | Nearco                                               | Nogara                                               |                  |
| 母 Cindy Lou          | 母の父Madara                                         | Sun Princess                                         | Solario                                              | Solario          |
| 母 Cindy Lou          | 母の父Madara                                         | Sun Princess                                         | Mumtaz Begum                                         |                  |
| 母 Cindy Lou          | 母の母Maria Bonita                                   | Afghan                                               | Mahmoud                                              | Mahmoud          |
| 母 Cindy Lou          | 母の母Maria Bonita                                   | Afghan                                               | Coronal                                              |                  |
| 母 Cindy Lou          | 母の母Maria Bonita                                   | Las Palmas                                           | Picacero                                             | Picacero         |
| 母 Cindy Lou          | 母の母Maria Bonita                                   | Las Palmas                                           | La Tentacion                                         |                  |
| 母系(F-No.)           | (FN:F7)                                              | (FN:F7)                                              | (FN:F7)                                              | [ § 3 ]          |
| 5代内の近親交配       | Solario4×4 Gainsborough5×5×5 Phalaris5×5 Blenheim5×5 | Solario4×4 Gainsborough5×5×5 Phalaris5×5 Blenheim5×5 | Solario4×4 Gainsborough5×5×5 Phalaris5×5 Blenheim5×5 | [ § 4 ]          |
| 出典                  | 1. 2. 3. 4.                                          | 1. 2. 3. 4.                                          | 1. 2. 3. 4.                                          | 1. 2. 3. 4.      |